# Khamovniki
Khamovniki (russe : Район Хамовники) est un arrondissement du centre de Moscou, situé au sud-ouest du district administratif central. 

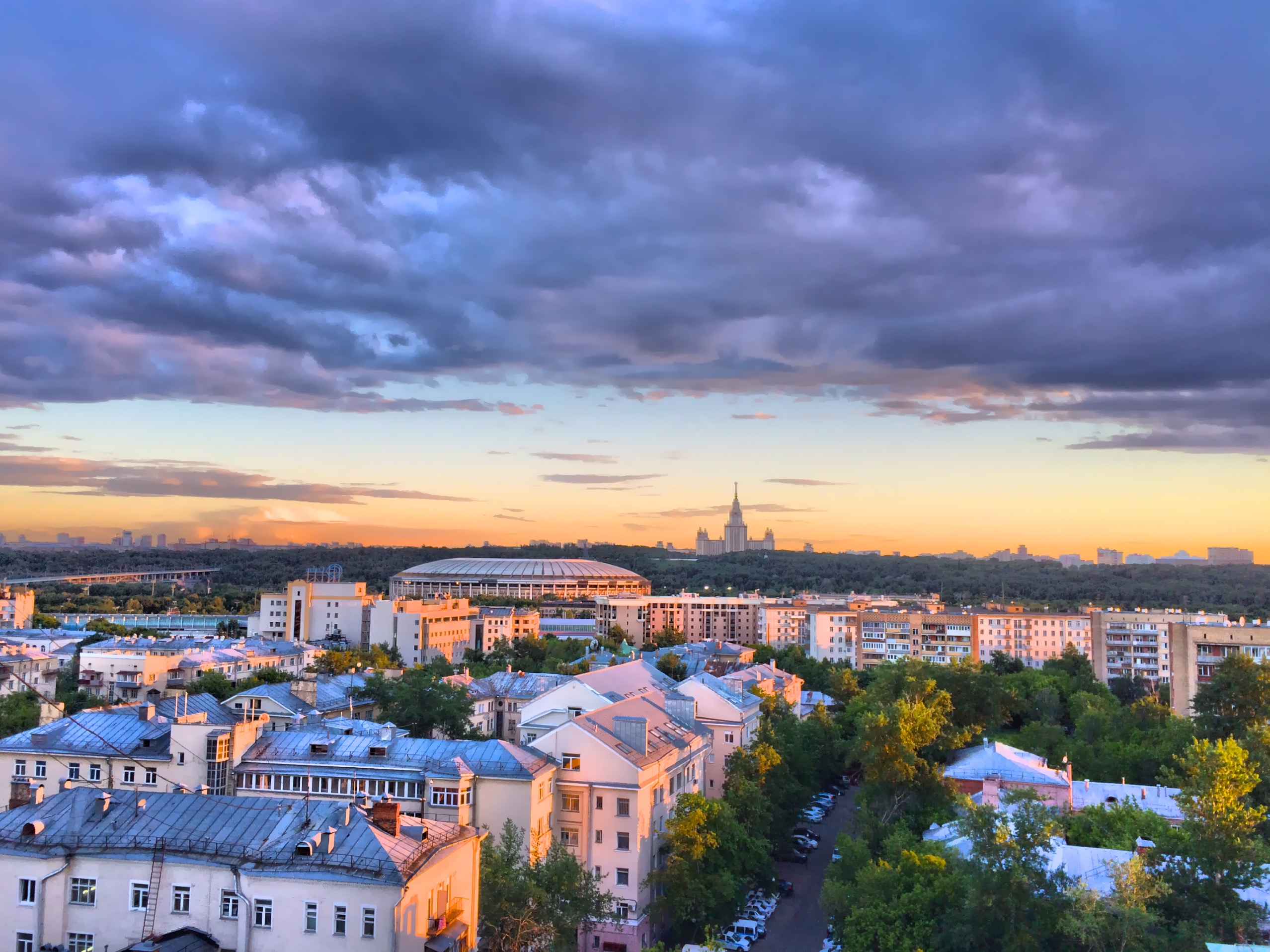
Vue générale

Le quartier s'étend jusqu'au méandre de Loujniki et au pont Bolchoï Kamenny (grand pont de pierre) sur la Moskova. Il jouxte au nord le district de l'Arbat en suivant la rue Znamenka, le boulevard Gogolevsky, la rue Sivtsev Vrajek et le pont Borodinsky (pont de Borodino).
Le quartier comprend le Musée Pouchkine, la cathédrale du Christ-Sauveur, le campus médical Devitchye Polé, le couvent de Novodievitchi et son cimetière commémoratif, le stade Loujniki, le monastère de la Conception, la station-service du Kremlin rue Volkonska. La zone du district situé entre l'anneau des boulevards et la ceinture des Jardins, connu en anglais sous le nom de « Golden Mile », est réputée pour proposer des logements les plus chers du centre-ville de Moscou et parmi les plus chers du monde, comme la rue Ostojenka.